# Henryk Lewulis
Henryk Lewulis (ur. 31 sierpnia 1908 w Wilnie, zm. 7 lipca 1966 we Wrocławiu) – polski architekt.

## Życiorys
Uczęszczał do Państwowej Szkoły Technicznej im. marsz. Józefa Piłsudskiego w Wilnie, gdzie uczył się na Wydziale Budowlanym. W 1931 ukończył roczny Wołyńska Szkoła Podchorążych Rezerwy Artylerii im. Marcina Kątskiego, uzyskując tytuł podchorążego.
W 1937 rozpoczął studia na Wydziale Architektury Politechniki Lwowskiej, ale przerwał je po wybuchu II wojny światowej aby walczyć w kampanii wrześniowej. Od 1944 walczył w szeregach 2 Armii Wojska Polskiego, z którą doszedł aż do Berlina. W 1945 zamieszkał we Wrocławiu, ukończył przerwane studia i rozpoczął pracę dydaktyczną na uczelni. Początkowo pracował w Katedrze Projektowania Budownictwa Mieszkaniowego, Utylitarnego i Przemysłowego, równolegle pracował na stanowisku głównego konsultanta w Biurze Projektów Budownictwa Przemysłowego. Od 1951 do 1955 pełnił funkcję prezesa Zarządu Oddziału SARP we Wrocławiu, zainicjował opracowanie tzw. „białej księgi” dotyczącej obiektów architektonicznych Wrocławia, które należałoby objąć opieką konserwatora zabytków. Została ona zaprezentowana w warszawskim Zarządzie Głównym SARP, dotyczyła również poprawy sytuacji mieszkaniowej i komunikacji autobusowej we Wrocławiu. Od 1954 do 1960 był prodziekanem Wydziału Architektury, od 1964 do śmierci był dziekanem tego wydziału. W 1958 objął kierownictwo Katedry Budownictwa i Materiałów Budowlanych. W 1961 uzyskał tytuł doktora nauk technicznych, a dwa lata później doktora nadzwyczajnego. Spoczywa na Cmentarzu Świętej Rodziny. Miał dwie córki, Wacławę (ur.1930) i Teresę (ur. 1931).

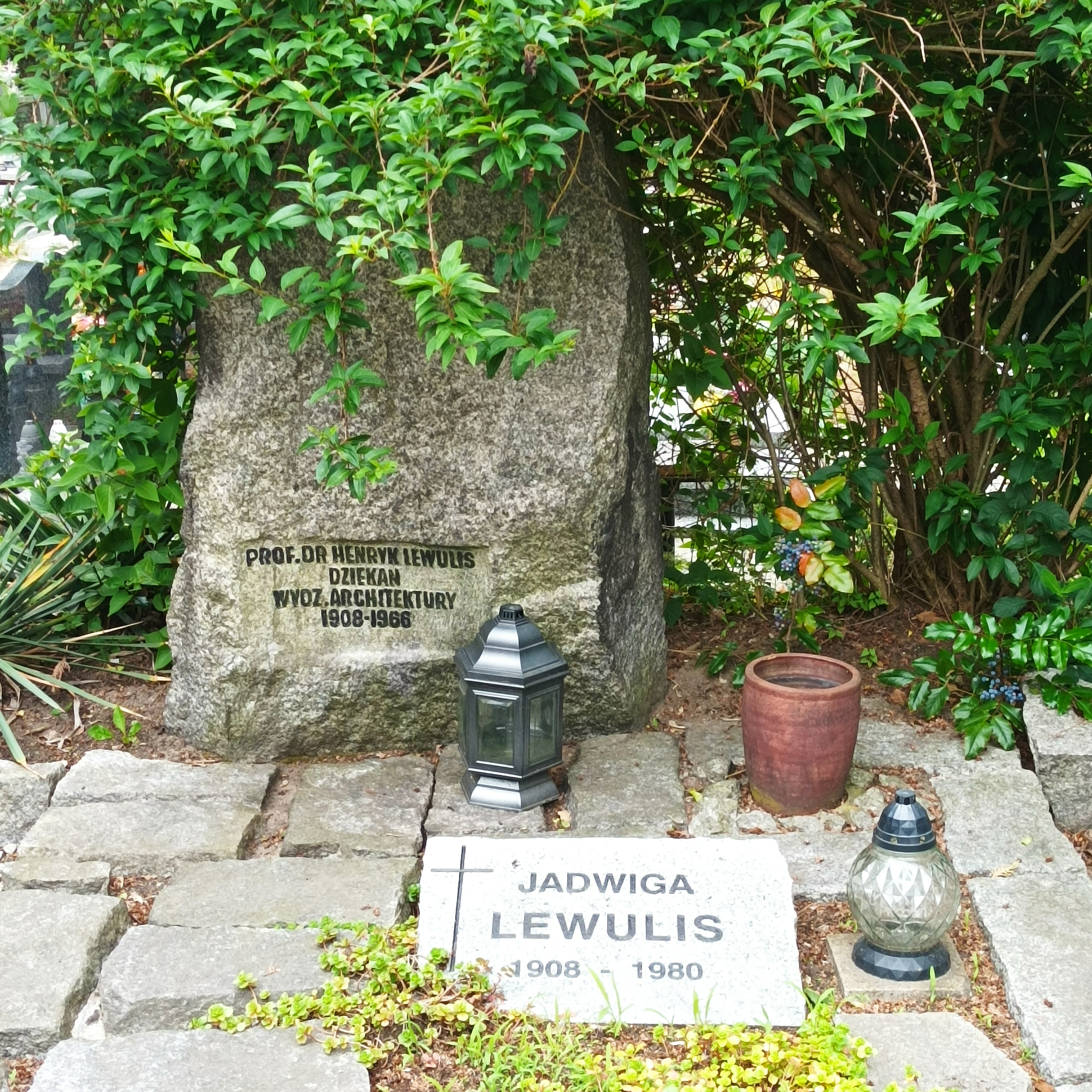
Grób Henryka Lewulisa na Cmentarzu Świętej Rodziny we Wrocławiu

## Odznaczenia
- Krzyż Kawalerski Orderu Odrodzenia Polski;
- Srebrny Krzyż Zasługi;
- Złoty Krzyż Zasługi;
- Medal 10-lecia Polski Ludowej;
- Odznaka 1000-lecia Państwa Polskiego;
- Złota Odznaka Politechniki Wrocławskiej;
- Odznaka 15-lecia Wyzwolenia Dolnego Śląska.